# 日本バトラー&コンシェルジュ
日本バトラー&コンシェルジュ株式会社（にほんバトラーアンドコンシェルジュ）は、東京都中央区に本社（商業登記上の本社は東京都北区王子）を置く、主にバトラーサービス・コンシェルジュサービス・ハウスメイドサービス・講演研修サービスなどを行う会社である。
代表取締役社長は新井直之。

## 特徴
日本バトラー＆コンシェルジュは、日本で唯一、超富裕層、資産家、VIP向けのフルオーダーメイド型のバトラー・ハウスメイドサービス事業を展開している企業である。
2008年の創業以来、国内外のVIPや著名人向けに、本格的な執事（バトラー）、コンシェルジュ、ハウスメイドによるラグジュアリーサービスを提供しており、日本国内の利用者が約7割、アメリカ・ヨーロッパ・アジアの顧客が約3割を占めており顧客層は中堅同族企業から世界的大企業の創業家一族、有名クリエーター、プロスポーツ選手など多岐にわたり、年収5億円以上、資産は最低でも50億円規模の超富裕層が中心である
特徴は、単なる家事代行や秘書的な業務にとどまらず、「子女教育」「進学・留学支援」「名門幼稚園・小学校の受験サポート」「資産管理会社の設立・運営」「事業継承」「相続対策」「終活支援」「ヘルスケア」など、超富裕層特有の多様で高度なニーズに対し、専属の執事が中心となり、各専門家や担当執行役員、必要に応じて弁護士・税理士などの専門職と連携しながら、ワンストップかつ総合的なサポートを提供している点にある。
こうした統合的アプローチの指揮は、同社代表取締役・新井直之や同社の執行役員が自ら執ることもあり、困難度の高い課題にも的確かつ迅速に対応する体制を整えている。
ハウスメイドサービスでは、単独派遣ではなく執事が指示・品質管理を行う点が特徴であり、業務の一貫性と統一的な対応を実現している。また、コンシェルジュは顧客ごとに個別対応を行い、必要に応じて現場に赴いて執事と連携するなど、柔軟な運用体制が取られている
同社は富裕層向けラグジュアリーサービスの経験を活かし、飲食業や接客業などの業界に向けて、富裕層ビジネスの理解促進やホスピタリティ教育に関する講演・研修を行っている。また、企業向けには富裕層マーケティングに関するコンサルティングやアドバイザリー業務も提供しており、実務支援の一環として活用されている。
企業向けに富裕層ビジネス、顧客満足度向上に関する講演・研修、コンサルティング、アドバイザリー業務を行なっているほか、ドラマ版・映画版・舞台版『謎解きはディナーのあとで』、映画版『黒執事』では執事監修・所作指導を担当
さらに2023年以降は、メタバース領域への事業展開も開始。主に「VRChat」上で、バーチャル空間においても執事、コンシェルジュ、ハウスメイドのサービス提供を想定した先進的な取り組みを進めている。
メタバースでも執事、コンシェルジュ、ハウスメイドのサービスの展開を想定している。主な活動プラットフォームはVRChat

## 事業
主な事業としては下記の事業を展開している
- バトラー（執事）サービス[11]
- コンシェルジュサービス
- ハウスメイドサービス[12]
- 講演・研修サービス
- 富裕層ビジネスコンサルティングサービス
- 資産運用管理アドバイザリーサービス[13]
- 子女教育サービス[9]
- 幼稚園小学校受験アドバイザリーサービス
- バトラー養成スクール運営
- 紳士・淑女プライベートマナーレッスン
- メタバース領域サービス[14][15]
- 執事・メイドの所作指導
- 執事育成

## 経歴
日本バトラー&コンシェルジュ株式会社 代表取締役社長、執事、ビジネス書作家。東京都北区王子出身、硝子工事会社を経営する家の長男として生まれ、中学・高校時代はバドミントン部の部長を務める。
明治大学政治経済学部卒業後、株式会社CSK(現：SCSK株式会社)、EMCジャパン株式会社(現：デル・テクノロジーズ株式会社)、SAPジャパン株式会社、日本オラクル株式会社を経て、2008年より日本バトラー&コンシェルジュ株式会社創立に参画し、代表取締役社長に就任し、現在に至る。
映画、ドラマの執事役の俳優に対して撮影場所に赴き執事の所作指導を行っており、嵐の櫻井翔などに直接演技を指導している

## 概要
らバトラーとしてフォーブス誌世界大富豪ランキングトップ10に入る大富豪、日本国内外の超富裕層を顧客に持ち、送迎や食事・旅行の手配、自宅の管理、イベントの企画・運営、スケジュール管理、アイデア出し、資産運用の業務を行っている。
企業向けに富裕層ビジネス、顧客満足度向上、おもてなしに関する講演、研修、コンサルティング、アドバイザリー業務を行なっている。
おもてなし、富裕層ビジネス、顧客満足度向上に関する講演・研修、コンサルティング、実用書の執筆、数々のドラマや映画の執事監修、所作指導をおこなうなど、執事による独自の「サービス哲学」の普及につとめている。
「おもてなしを通じて、豊かな社会と幸せな人生を創造する」という理念のもと「新井塾・至高のおもてなし研究会」を主催
また、新井直之は、富裕層の生活や価値観に精通している人物である。富裕層向けのサービスを提供する企業を経営しており、彼らのライフスタイルや考え方について深い知見を持つ。著作や講演を通じて、一般に知られる「大富豪」のイメージとは異なる、リアルな富裕層の姿を伝えている。

## 監修・指導
- 謎解きはディナーのあとで　（ドラマ版・映画版・舞台版）

- 執事 西園寺の名推理第1・2シリーズ

- 映画版黒執事

- 映画うちの執事が言うことには

- ベビーシッター・ギン!
- 日本のいちばん長い日（原田眞人監督による2015年版)
- ワイモバイルCM　執事編
- 「BUTLER」（小山慶一郎によるYoutubeショートドラマ）

執事が登場するほとんどのメディア作品の執事監修、執事役、メイド役、お仕えする富豪役の俳優への所作指導を手掛ける。

## 関係する人物
- 櫻井翔 - 「謎解きはディナーのあとで」　執事監修・所作指導を担当
- DAIGO - 「謎解きはディナーのあとで」　執事監修・所作指導を担当
- 北川景子 - 「謎解きはディナーのあとで」　令嬢所作指導を担当
- 西山茉希 - 「謎解きはディナーのあとで」　令嬢所作指導を担当
- 水嶋ヒロ -「黒執事」　執事監修・所作指導を担当
- 剛力彩芽 -「黒執事」　令嬢所作指導を担当
- 永瀬廉 -「うちの執事が言うことには」令息所作指導を担当
- 清原翔 -「うちの執事が言うことには」執事監修・所作指導を担当
- 上川隆也 - 「執事 西園寺の名推理」全シーズン　執事監修・所作指導を担当
- 八千草薫 - 「執事 西園寺の名推理」全シーズン　富豪婦人所作指導を担当
- 吉行和子　- 「執事 西園寺の名推理」全シーズン　富豪婦人所作指導を担当
- 浅利陽介 - 「執事 西園寺の名推理」全シーズン　執事監修・所作指導を担当
- 岡本玲 - 「執事 西園寺の名推理」第1シーズン　ハウスメイド監修・所作指導を担当
- 池谷のぶえ - 「執事 西園寺の名推理」全シーズン　ハウスメイド監修・所作指導を担当
- 横浜流星 - 「ワイモバイルCM」　執事監修・所作指導を担当
- ゆりやんレトリィバァ - 「ベビーシッターギン！」令嬢所作指導を担当
- 大野拓朗 - 「ベビーシッターギン！」ベビーシッター所作指導を担当
- 竜雷太 -「ベビーシッターギン！」執事監修・所作指導を担当
- 役所広司 -「日本のいちばん長い日」所作指導を担当
- 本木雅弘 -「日本のいちばん長い日」所作指導を担当
- 山崎努 -「日本のいちばん長い日」所作指導を担当
- 麿赤兒 -「日本のいちばん長い日」侍従所作指導を担当
- 茂山茂 -「日本のいちばん長い日」侍従所作指導を担当
- 大藏基誠 -「日本のいちばん長い日」侍従所作指導を担当
- 松嶋亮太 -「日本のいちばん長い日」侍従所作指導を担当
- 岩寺真志 -「日本のいちばん長い日」侍従所作指導を担当
- 中村靖日 -「日本のいちばん長い日」侍従所作指導を担当
- 山田啓二 -「日本のいちばん長い日」侍従所作指導を担当
- 姉川新之輔 -「日本のいちばん長い日」侍従所作指導を担当
- 宮本裕子 -「日本のいちばん長い日」女官所作指導を担当

## 講演・研修
- 講演テーマ
  - 講演テーマ「富裕層・高額所得帯顧客の理解」
  - 講演テーマ「富裕層・高額所得帯顧客のタイプ別コミュニケーション方法」
  - 講演テーマ「富裕層・高額所得帯顧客のヒアリング手法と提案方法」
  - 講演テーマ「富裕層・高額所得帯顧客が着目するセールスパーソンの身だしなみ、マナー、顧客対応」
  - 講演テーマ「富裕層顧客のヒアリング手法と提案方法」
  - 講演テーマ「富裕層が着目するセールスパーソンの身だしなみ、マナー、顧客対応」
  - 講演テーマ「富裕層顧客向けメール、電話、メッセンジャーでのマナーと対応」
  - 講演テーマ「富裕層顧客の理解とセールスの成功に向けて」
  - 講演テーマ「富裕層顧客のタイプ別コミュニケーション方法」
  - 講演テーマ「AI活用で深化する世界No1執事のおもてなし」
  - 講演テーマ「執事が教える至高のビジネス接待研修」
  - 講演テーマ「接遇マナー研修」
  - 講演テーマ「おもてなし講演・研修」

- 講演実績
  - 野村証券株式会社
  - SMBC日興証券株式会社
  - 阪急阪神不動産
  - セキスイハイム近畿
  - 京都ホテル観光ブライダル専門学校
  - 株式会社ミリアルリゾートホテルズ
  - シャープマーケティング株式会社
  - 株式会社リクルートホールディングス
  - MDRT日本会
  - リコージャパン株式会社
  - TIS株式会社
  - 株式会社りそな銀行
  - 株式会社埼玉りそな銀行
  - 株式会社LIFULL
  - 三井不動産レジデンシャル株式会社
  - 三菱地所レジデンス株式会社
  - Lexusオーナーズデスク（トヨタメディアサービス株式会社）
  - 株式会社関門海
  - 一般社団法人中部生産性本部
  - NN生命株式会社
  - キャリエールホテル旅行専門学校
  - 株式会社Jストリーム
  - リクルートコミュニケーションズ株式会社
  - 株式会社ベイオーク
  - 一般財団法人三和徳育会
  - 株式会社アンビシャス
  - 株式会社末長組
  - 株式会社ライフコーディネーター
  - 日本薬局協励会

## 出演メディア
- 激レアさんを連れてきた。(テレビ朝日)
- ZIP!(日本テレビ)
- 情報プレゼンター とくダネ!(フジテレビ)
- 東京REMIX族(J-WAVE)
- スマートアカデミー(FM東京)
- RCCラジオ(ヒビカン)
- 吉田照美の飛べサルバドール(文化放送)
- 赤江珠緒のたまむすび(TBSラジオ)
- ゆうがたサテライト(テレビ東京)
- 投資脳の作り方(ラジオ日経)
- イチハチ(ジャパン・ニュース・ネットワーク)
- TV Lab(BSフジ)
- 日経ビジネスオンライン
- フジサンケイビジネスアイ
- サンデー毎日
- 日本経済新聞
- 読売新聞
- ザ・テレビジョン(KADOKAWA)
- 月刊 BS CSテレビジョン(KADOKAWA)
- テレビガイド(東京ニュース通信社)
- メンズノンノ(集英社)
- プレジデントネクスト(プレジデント株式会社)
- プレジデントウーマン(プレジデント株式会社)
- プレジデントムック マル得 時間術(プレジデント株式会社)
- ゲーテ(幻冬舎)
- PHPくらしラクーる(PHP研究所)
- 週刊女性(主婦の友社)
- 女性自身(光文社)
- 女性セブン(小学館)
- ライフハッカー日本版
- 幻冬舎Plus
- LITERA
- ビッグトゥモロー(青春出版社)
- 散歩の達人(交通新聞社)
- J-WAVE STEP ONE 2023年6月13日「SAISON CARD ON THE EDGE」
- レコレール JFN系列　2023年7月18日　ゲスト出演
- 集英社オンライン 2024年11月15日 ”外国籍富裕層による「迷惑行為」インタビュー
- シューイチ (日本テレビ)2025年4月6日 “『店でイチバン高い飯 〜高し飯〜 in大阪』”

## ビジネス書作家活動
著書に『執事だけが知っている世界の大富豪 58 の習慣』幻冬舎、『執事が教える至高のおもてなし』きずな出版、『VIPが指名する執事の手帳・ノート術』文響社など著作がある。著書は海外でも翻訳出版されている。

## 著書
- 『礼儀と作法』 PHP研究所 2009　ISBN 4569709788
- 『美しさと気品』PHP研究所 2009　ISBN 4569709796

- 『執事のダンドリ手帳』クロスメディア・パブリッシング 2012　ISBN 9784837968030
- 『世界の大富豪を満足させる 執事の仕事術』PHP研究所 2013　ISBN 9784569796888
- 『執事だけが知っている世界の大富豪 58 の習慣』幻冬舎 2014　ISBN 9784344025943　 　↳『世界顶级管家的财富管理哲学53条』 中国版　ISBN：9787508659273
- 『執事が教える　相手の気持ちを察する技術』中経出版 2014　ISBN 9784046000798　 　↳『管家教你讀懂人心的技巧』台湾版    ISBN：9789862727430 　 　↳『상대의 마음을 읽는 기술』　   韓国版　ISBN：9788965961532 　 　↳『管家教你读懂人心的技巧』中国版　ISBN：9787505722468
- 『執事が教える 「超一流」と呼ばれる人のアタマの中身』PHP研究所 2014　ISBN 9784804718026
- 『執事だけが知っている世界の大富豪53のお金の哲学』幻冬舎 2015　ISBN 9784344028340   　↳『돈 관리 철학 53가지』韓国版 ISBN 9791130690063
- 『世界NO.1執事が教える“信頼の法則”　「信じていい人」「いけない人」の見分け方』KADOKAWA 2015　ISBN 9784046014054
- 『執事に学ぶ　極上の人脈 世界の大富豪が、あなたの味方になる方法』PHP研究所 2016　ISBN 9784907072636
- 『執事のダンドリ手帳: 世界のVIPを満足させる「気くばり」と「手際」の理由』王様文庫 2016　ISBN 9784837968030
- 『執事が教える 至高のおもてなし 心をつかむ「サーヴィス」の極意』PHP研究所 2016　ISBN 9784907072834
- 『コミック お嬢様、「了解です」は上司にNGです。 超一流執事のマナー講座』宝島社 2017
- 『世界のVIPが指名する　執事の手帳・ノート術』文響社 2017　ISBN 9784866510392　 　↳『世界頂尖執事的筆記術：用3本筆記本，打造人生的最強工作術』台湾版 ISBN：9789865070151
- 『執事が目にした！大富豪がお金を生み出す時間術』青春出版社 2018　ISBN 9784413230773
- 『超一流、二流、三流の休み方―――休みを見直せば、人生が変わる!』あさ出版 2018　ISBN 9784866670881
- 『究極の“マルチタスク”を実現する　執事のダンドリ手帳　マスター版』クロスメディア・パブリッシング 2023 ISBN 9784295407850

## 関連書籍
- 「ラクチン! 時間術 マル得講座」 インタビュー 2016年3月16日　プレジデント社　ISBN 4833474824
- 「President NEXT お金が貯まる生き方」インタビュー　2016年3月16日　プレジデント社　JAN 4910276560763
- 「MonoMaster 2019年11月号」インタビュー 株式会社宝島社 JAN 4910187771197
- 「President 2019/4/29号」　インタビュー 株式会社プレジデント社 雑誌コード：27655
- 「ビジネスエリートが知っている 教養としての紅茶」推薦　あさ出版 ISBN 4866674318
- 「素敵なあの人特別編集　品格を磨く言葉遣い」インタビュー 株式会社宝島　ISBN 4299035747
- 「上品な人に見える 食事のマナー」インタビュー　株式会社宝島　ISBN 429902768X
- 「成功している人の部屋はなぜきれいなのか？」インタビュー　株式会社宝島ISBN 4299010930
- 「MEN'S NON-NO 2023年4月号」インタビュー　株式会社集英社 ASIN B09RM8GL6C
- 「とっさの瞬間に素敵!と思われる大人の所作」インタビュー　株式会社宝島 ISBN 978-4-299-04114-2
- 「週刊女性 大富豪の金運つかむ習慣12 2023年6月20日号」インタビュー 株式会社主婦と生活社 JAN 4910203630637
- 「サンキュ！ 2024年1月号」インタビュー 株式会社ベネッセコーポレーション ASIN B00GMPEVLQ
- 「日経トレンディ2024年11月号 特集『富裕層の裏側』」インタビュー 　　 ASIN B0DJCQWND4
- 「ESSE 2025年5月」特集「世界のお金持ちに仕えてきた執事だから知っている！大富豪に学ぶ“お金に愛される人”の習慣」インタビュー JAN 4910120710559

## 関係する人物

### 俳優
- 櫻井翔 - 「謎解きはディナーのあとで」　執事監修・所作指導を担当
- DAIGO - 「謎解きはディナーのあとで」　執事監修・所作指導を担当
- 北川景子 - 「謎解きはディナーのあとで」　令嬢所作指導を担当
- 西山茉希 - 「謎解きはディナーのあとで」　令嬢所作指導を担当
- 水嶋ヒロ -「黒執事」　執事監修・所作指導を担当
- 剛力彩芽 -「黒執事」　令嬢所作指導を担当
- 永瀬廉 -「うちの執事が言うことには」令息所作指導を担当
- 清原翔 -「うちの執事が言うことには」執事監修・所作指導を担当
- 上川隆也 - 「執事 西園寺の名推理」全シーズン　執事監修・所作指導を担当
- 八千草薫 - 「執事 西園寺の名推理」全シーズン　富豪婦人所作指導を担当
- 吉行和子　- 「執事 西園寺の名推理」全シーズン　富豪婦人所作指導を担当
- 浅利陽介 - 「執事 西園寺の名推理」全シーズン　執事監修・所作指導を担当
- 岡本玲 - 「執事 西園寺の名推理」第1シーズン　ハウスメイド監修・所作指導を担当
- 池谷のぶえ - 「執事 西園寺の名推理」全シーズン　ハウスメイド監修・所作指導を担当
- 横浜流星 - 「ワイモバイルCM」　執事監修・所作指導を担当
- ゆりやんレトリィバァ - 「ベビーシッターギン！」令嬢所作指導を担当
- 大野拓朗 - 「ベビーシッターギン！」ベビーシッター所作指導を担当
- 竜雷太 -「ベビーシッターギン！」執事監修・所作指導を担当
- 役所広司 -「日本のいちばん長い日」所作指導を担当
- 本木雅弘 -「日本のいちばん長い日」所作指導を担当
- 山崎努 -「日本のいちばん長い日」所作指導を担当
- 麿赤兒 -「日本のいちばん長い日」侍従所作指導を担当
- 茂山茂 -「日本のいちばん長い日」侍従所作指導を担当
- 大藏基誠  -「日本のいちばん長い日」侍従所作指導を担当
- 松嶋亮太 -「日本のいちばん長い日」侍従所作指導を担当
- 岩寺真志 -「日本のいちばん長い日」侍従所作指導を担当
- 中村靖日 -「日本のいちばん長い日」侍従所作指導を担当
- 山田啓二  -「日本のいちばん長い日」侍従所作指導を担当
- 姉川新之輔  -「日本のいちばん長い日」侍従所作指導を担当
- 宮本裕子 -「日本のいちばん長い日」女官所作指導を担当
- 小山慶一郎 -「BUTLER」執事指導を担当
- 宮舘涼太-「BUTLER」執事指導を担当

### Vtuber
- 近衛アラン - 日本バトラー&コンシェルジュ株式会社 所属Vtuber 日本バトラー&コンシェルジュ株式会社の公式Vtuber[16]
- 従井ノラ - 深層組所属、新人執事VTuber コラボ配信[17]
- アンジェリーナ - 個人メイドVTuberアンジェリーナ[18]